# Era de tontos
«Era de tontos» es una canción compuesta por el músico argentino Pappo Napolitano interpretada por Luis Alberto Spinetta en su primer álbum solista Spinettalandia y sus amigos de 1971. Cuando el álbum fue lanzado y en las sucesivas ediciones hasta 1995, la empresa RCA atribuyó erróneamente la canción a Spinetta.
En Spinettalandia y sus amigos el tema es interpretado por Spinetta en voz, Pappo en guitarra eléctrica y bajo y Héctor "Pomo" Lorenzo en batería.

## Contexto

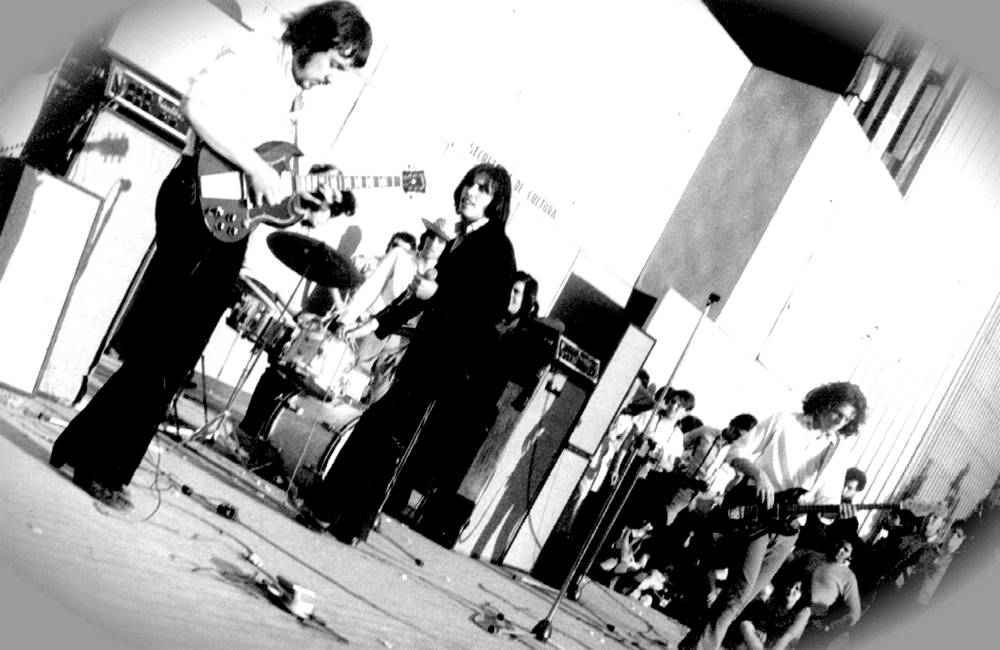
Pappo y Spinetta tocando juntos en el Festival Pinap realizado en Buenos Aires en 1969. Luego de la separación de Almendra, Spinetta estableció una relación de mucha admiración y afecto por Pappo, que influiría fuertemente en sus opciones artísticas y de vida, aunque terminaría de manera muy negativa.

Luego de la separación de Almendra, Spinetta vive una etapa de definición estética y de vida que él mismo considera su «etapa más oscura» y «caótica». Se había roto su relación con Cristina Bustamante, de la que estaba profundamente enamorado y se involucró fuertemente con un grupo de músicos y personas del ambiente artístico, con alto consumo de drogas, que le resultaría muy costoso emocionalmente. En ese grupo se destacaba Pappo, con quien Spinetta estableció una relación de mucha admiración y afecto, que terminaría en ese momento con un fuerte resentimiento mutuo, que se atenuó con el paso de los años.
Además de un trío blusero con Pappo y Pomo Lorenzo, Spinetta también llegó a formar una banda con Edelmiro Molinari, Pomo Lorenzo y Carlos Cutaia con el nombre de Tórax, que no llegaron a grabar ningún disco aunque si realizar algunos recitales en las piletas de Ezeiza.
En ese momento Spinetta decide grabar su primer álbum solista: Spinettalandia y sus amigos. Lo hizo justamente con Pappo y Pomo Lorenzo, sumando también a Miguel Abuelo en algunos temas. El álbum expresa ese momento de opción estética y de vida que le estaba proponiendo Pappo, dilema que es el eje del tema "Castillo de piedra", que Pappo le obsequia para incluir en el álbum. El disco, a la vez de ser un experimento sobre música aleatoria -algo que Spinetta ya deseaba hacer con Almendra-, fue también un castigo para la opción comercial con que lo presionaba la empresa discográfica RCA, que lo intimaba a cumplir con el tercer álbum comprometido en el contrato firmado para Almendra. Spinetta decidió entonces hacer un «antidisco», "que no se lo pudieran vender a nadie", como él mismo lo definió.
La grabación se realizó en 30 horas consecutivas de estudio durante el mes de febrero de 1971, con una gran cantidad de invitados en el estudio, sin cuidar de hacer silencio, con las letras siendo escritas ahí mismo.

Yo quería hacer un ritual: realizar músicas en estado casi tribal.
Luis Alberto Spinetta

RCA lanzó el disco en marzo de 1971, pero la empresa no respetó el diseño de tapa ni el título original y lo tituló sucesivamente Almendra, Luis Alberto Spinetta y La búsqueda de la estrella, lo que llevó a un juicio de los ex Almendra que perdió la discográfica, debido a lo cual lo retiró del mercado. Recién en 1995 el álbum sería publicado por la empresa Sony tal como fue concebido originalmente.

## Spinetta y Pappo

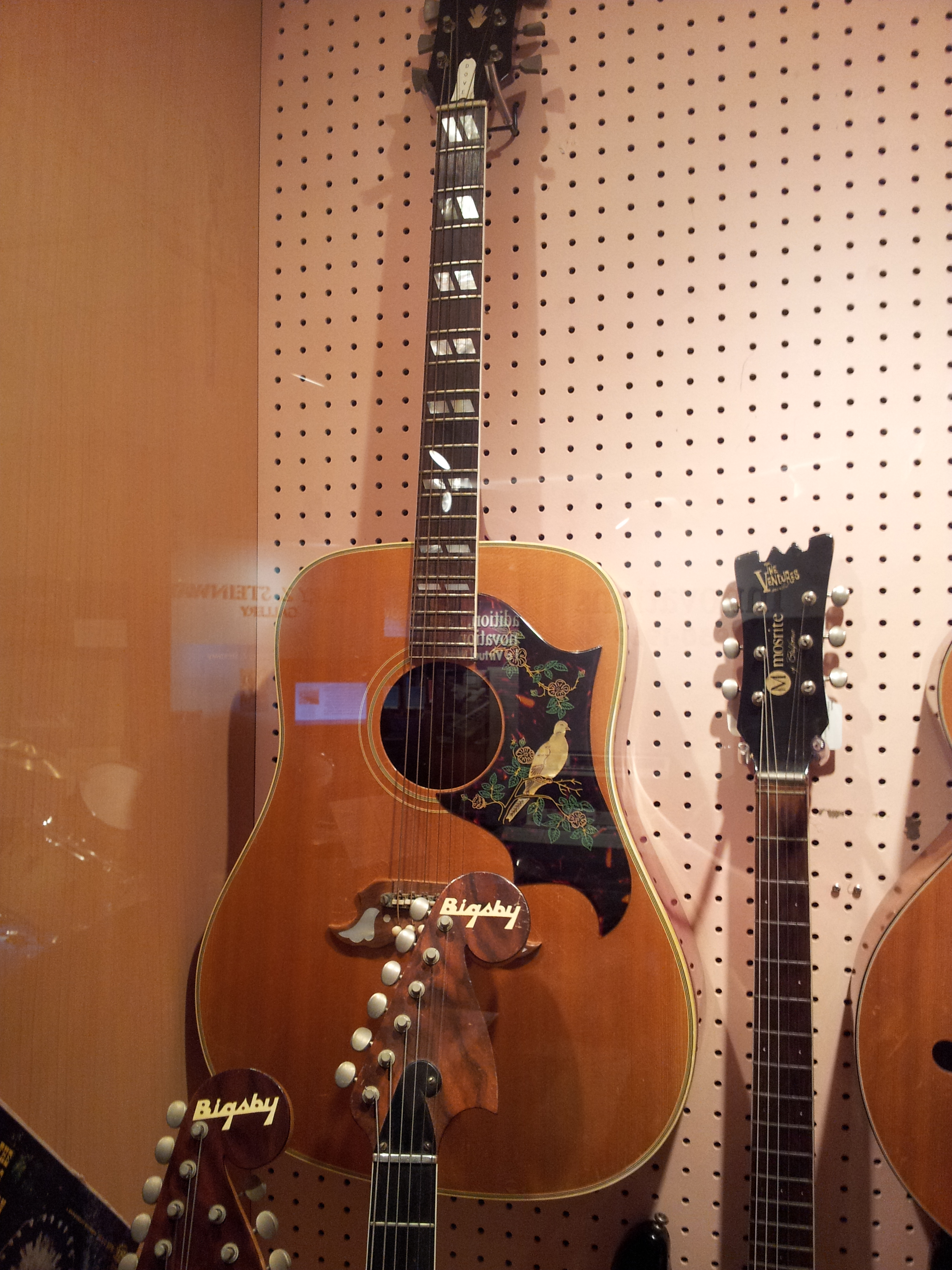
Guitarra acústica Gibson Dove idéntica a la que Spinetta usó en Almendra y en Spinettalandia: "Para mí era una forma de mostrarle a 'Pappo' que no existían solamente las guitarras con el volumen al mango".

Spinetta y Pappo mantuvieron entre 1969 y 1971 una relación personal y musical muy intensa, caracterizada por el afecto, el respeto por la capacidad artística del otro y una forma de vida contestataria bajo el lema de "sexo, drogas y rock and roll", que implicaba también una postura estética. En 1970 ambos rompieron sus propias bandas fundadoras del rock nacional, Pappo Los Gatos y Spinetta Almendra, con el objetivo de generar nuevas estéticas contraculturales para el rock nacional. Spinetta y Pappo compartían una visión del rock contraria a la lógica puramente comercial de las empresas multinacionales discográficas. Pero las estéticas de ambos comenzarían a separarse.
Para Pappo era muy importante distinguir qué era y qué no era rock. El crítico musical Fernando García en un artículo sobre la relación entre Spinetta y Pappo escrito para un número especial sobre Spinetta lanzado por la revista La Maga menciona esa preocupación de Pappo por el "canon rockero":

Siempre (pero siempre) en las entrevistas que he tenido con Pappo ha tenido que dedicarse en un momento a su review del canon rockero, ¿qué es rock y qué no es rock? Spinetta siempre era rock en esas pasadas de canon. Era rock Manal, era rock Patricio Rey, era rock Ratones, La Renga. No era rock Charly ni mucho menos Fito. Pero Spinetta siempre era rock.

Para mediados de la década de 1970 ambos se habían alejado y mantenían una actitud muy crítica frente al otro. En un extenso diálogo con Miguel Grinberg mantenido en 1977, Spinetta analizaba que al iniciar su relación con Pappo y "el círculo de Mandioca", éste se presentaba como la opción auténticamente roquera, frente a la opción comercial y superficial que encarnaba Almendra, como producto comercial.

Toda la ondita de tipos que si no tocabas blues eras un paquete... todo eso fue una cosa terrible. A mí eso, por momentos, me socavó. Terminé haciendo un blues que ni yo mismo sé que es. Allí empezó una lucha titánica... ...Me hice mierda. Me quedé solo. La relación con la mujer que amaba empezó a trastabillar, mi psiquis también, mi música se empezó a fortalecer en un extraño idioma que ni yo mismo sabía qué era, y sobrevinieron los peores momentos de mi vida... El conjunto se había “instalado” comercialmente, se había empezado a ganar guita...Y Aníbal vendiendo shows, y dale, y dale... y por el otro lado las visitas infernales de Pappo, con toda su vorágine de bosta... Una onda negadora... Pappo y Furia me escribieron toda la cocina de mi casa de palabra "NO" Me escribían "NO-NUNCA" en la heladera, con marcador. Yo los miraba, y un poco empecé a tener como una... a entrar en una mano destructiva, a decir “bueno, el amor tiene que triunfar... finalmente tiene que haber una esperanza en todo esto”...  ahora ya no tengo más excusas, ya comprendí que crear, y crear cosas hermosas depende de una vida hermosa. Y depende de una vitalidad para vivir esa intensidad, y básicamente depende de tener gente al lado que te quiera, no como vos querés para que sea igual que vos, que vos sos el retenedor de amores que circulan por ahí, “es un amor de primavera que anda dando vueltas”. ¡No! De tener gente que te quiera porque es necesario que te quiera, para poder extraer la belleza de algo. Y fue una época en donde, Miguel, yo sufrí las humillaciones de toda la gente del rock pesado... Por otra parte, todo el aparato comercial era una conspiración constante. Ahí yo dije que se vaya todo al diablo, y voy a llegar hasta la profundidad que me permitan mis pulmones, hasta donde no me estallen, y me enterré hasta la manija... porque me fui a Europa, el 10 de marzo, cumpleaños de mi hermana, le regalé a "Pappo" mi guitarra "Dow" (sic), un modelo de "Gibson" que no baja de los 750 dólares, sin estuche. Y se la regalé, la guitarra con la que compuse las canciones más hermosas que hice para Almendra. Y para mí era una forma de mostrarle a "Pappo" que no existían solamente las guitarras con el volumen al mango. Que así como él me había inculcado algo de esa dureza del rock pesado, y la mano, copar y todo eso, por otro lado yo trataba de demostrarle que existía una fuente de ternura que él no podía ignorar. Fue como decirle: mirá, tomá, no te desprendas jamás de esto, para no traicionarme en tu vida, para darme tu fe, aunque no tocáramos nunca juntos, aunque jamás nos viéramos, pero como un acto de fe, una esperanza... ¿Sabés, que me fui a Europa y dos días después se la ofreció a Lito Nebbia por 160 lucas?... Y supuse que ese acto iba a convencer a un tipo como Pappo, al que yo quería de una manera impresionante, quería tratar de que intercambiáramos el mensaje. De que se sintiera influenciado por mí de la misma manera en que yo me había sentido influenciado por él. Estaba loco ¡qué querés!
Luis Alberto Spinetta

Cuando Almendra decidió separarse en agosto de 1970, Spinetta y Pappo pensaron organizar un trío blusero junto a Pomo en batería, con el nombre de Agresivos, en el que Spinetta tocaría el bajo. De hecho, ese mismo año Pappo grabó en Mandioca su primer disco solista, "Nunca lo sabrán", acompañado por Spinetta y Pomo, aunque fuera de los créditos. Pocos meses después, en febrero de 1971, Spinetta grabó su primer álbum solista, Spinettalandia y sus amigos, con la participación decisiva de Pappo. Pappo a su vez, ya había armado la primera formación de Pappo's Blues y había terminado de grabar el mes anterior su primer álbum Pappo's Blues Volumen 1, iniciando una serie extraordinaria que se sucedería en los años siguientes.
Al finalizar de grabar Spinettalandia, Spinetta le regala su guitarra acústica (Gibson Dove) a Pappo, marcando las alternativas estéticas que ambos encarnaban, para luego irse a Europa con Pomo por seis meses; Pappo por su lado le vendería la guitarra a Alfredo Toth. A la vuelta de Europa, Spinetta formó el trío Pescado Rabioso, siguiendo el modelo estético avasallante que Pappo había definido con Pappo's Blues, apoyado en un rock pesado y directo partiendo siempre del blues. Sin embargo, ya durante Pescado Rabioso, Spinetta comienza a profundizar una opción estética y de vida, tan alejada de la trayectoria comercial que las empresas discográficas pretendían imprimirle a Almendra, como del blues pesado de Pappo. Esa opción propia de Spinetta, que definiría su estilo irrepetible spinetteano, ya era visible en temas como "Los elefantes" (Almendra II) y "Cristálida" (Pescado 2), para terminar estallando en Artaud (1973).

## El tema
El tema es el octavo track del álbum Spinettalandia y sus amigos. El tema es un rock pesado lento que anticipa lo que será Pappo's Blues.  Se destaca un clásico riff creado por Pappo y una secuencia polifónica de guitarra y voz al finalizar cada estrofa. Pappo además toca el bajo:

Pappo quiso que yo cantara esos dos temas extraordinarios que él escribió y en los que además de la viola toca el bajo.
Luis Alberto Spinetta

Hay un montón de discos en los que Pappo toca el bajo. El otro día alguien me dijo: ‘¿Sabés quién toca el bajo en este tema? Pappo’. Grabó con muchos músicos populares de la RCA Victor: lo llamaban, él iba y tocaba.
Juanse

La letra tiene su punto culminante en el estribillo:

Donde yo quiero estar,
es lo que no interesa...
No elijo el lugar,
lo tomo por sorpresa.
"Era de tontos" (estribillo)

La frase está citada levemente cambiada en Las olas del mundo de Alejandra Laurencich, una novela en la que la protagonista, Andrea, es una adolescente que en los años de la dictadura instalada en 1976 encuentra en la música de Spinetta una forma de sobrellevar el espanto de la realidad:

Detestaba ser una buena chica, detestaba que me miraran como si fuera un ángel, hubiera querido se una bruja, un demonio. Que los chicos y los grandes se abrieran paso al verme. Que me miraran con miedo y respeto... Estaba vacía. Solo una música adentro: la voz de Spinetta cantando "Era de tontos": Donde yo quiero estar, es lo que no interesa, elijo el lugar, lo tomo por sorpresa. uh yeah...

La referencia a "los tontos" del título, no se encuentra explícita en la letra de la canción. Años después Pappo hablaría de "eliminar a los tontos del rock", refiriéndose a los músicos y empresarios que hacían "música comercial", cuestión que estaba en el centro de la opción musical de Pappo y que también es el tema del otro tema suyo incluido en el álbum, "Castillo de piedra":  

- Pregunta: En los tiempos de Riff hiciste un llamado para "eliminar a los tontos del rock". Y hace poco lo repetiste. ¿Quiénes serían los tontos?
- Pappo: Siempre hay que sacar a la gente que molesta del medio, y para eso tenemos que juntarnos todos los que hacemos rock. Pero no son ningunos tontos: están haciendo un montón de plata. Me refiero a los que hacen música envasada, a los que te venden un paquete terminado que incluye los videos de promoción vendidos, un sponsor y la carita linda de algún estúpido que canta y se mueve más o menos bien. Para los empresarios es más fácil comprar eso que desarrollar a un artista.

Spinetta compartía profundamente los términos con los que Pappo despreciaba la música comercial. Muchos años después, en 1996 utilizaría la expresión "música para tarados" para cuestionar duramente y en público a las empresas discográficas que se negaban a pagar dignamente por su arte:

Hoy, desestimando todo excepto el poder de venta inmediata de un artista, estos sellos ofrecen propuestas para publicar a Spinetta, aunque gasten enormes sumas en producir música para tarados que no sólo no venden de inmediato sino que jamás venderán.
Luis Alberto Spinetta, El disco y el tiempo, 1996